# صف رئيس

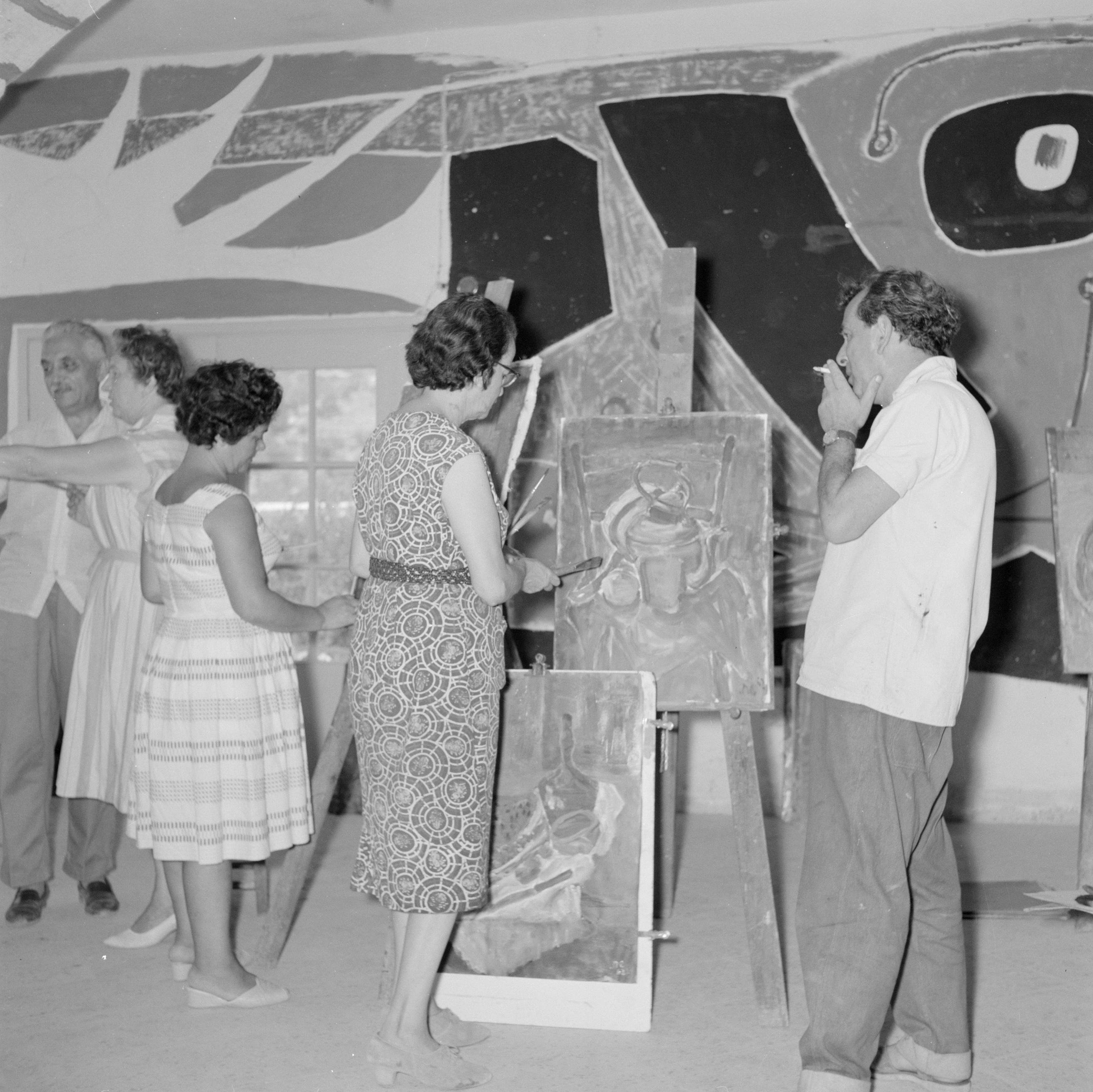
دروس من قبل رسام الشعب الروماني مارسيل يانكو (أقصى اليسار) في عين حوض، فلسطين، 1964

الصف الرئيس أو الصفوف الرئيسية: هو صف يعطى للتلاميذ في تخصص معين خبرة في ذلك التخصص، عادة ما يكون في مجال الموسيقى، ولكن يمكن أن يكون في العلوم، الرسم، الدراما، الألعاب أو في أي مناسبة أخرى يتم فيها تطوير المهارات.
عادة ما يستخدم  أيضًا مصطلح «صف رئيس» (Masterclass) بالمعنى المجازي لوصف استعراض المهارات المميزة في سياق لم يكن فيه التعليم هو النية الرئيسية، على سبيل المثال «كانت هفواته القليلة الأخيرة إتقان بارع في التجاوز» (بالإشارة إلى سباق حول مسار).

## الموسيقى
الفرق بين الصف العادي والصف الرئيس هو الإعداد بشكل نموذجي في الصف الرئيس، يراقب ويصغي جميع التلاميذ (وغالبا المتفرجين) فيما يأخذ المعلم تلميذا واحدا في كل مرة. يؤدي الطالب (عادة متوسط أو متقدم، ويعود ذلك لمستوى المعلم) عادة قطعة واحدة قام بتجهيزها، ويعطيهم المعلم النصيحة حول كيفية تشغيلها، وغالبا ما يتضمن ذلك روايات عن المؤلف،
عرض كيفية تشغيل مقاطع معينة، والتحذير من الأخطاء التقنية الشائعة. وعادة يتوقع من التلميذ أن يعزف المقطوعة ثانية، على ضوء تعليقات الأستاذ، وقد يطلب من التلميذ أن يعزف مقطعًا بتكرار ليبلغ مستوى عالي. الصفوف الرئيسية للآلات الموسيقية تميل إلى التركيز في أدق تفاصيل الهجوم، النبرة، العبارات، والشكل العام، ويتوقع من التلميذ أن يسيطر بشكل كامل على العناصر الأساسية مثل الإيقاع والنغمة. إن قيمة إعداد صف رئيس هي أن كل الطلاب يمكنهم الاستفادة من تعليقات المعلم في كل مقطوعة.
قد قدم العديد من فناني الحفلات صفوفًا رئيسة، بدايةً من مخترعها فرانز ليزت، بما في ذلك كيهودي منوهين، إسحاق ستيرن، إسحاق برلمان، وفلاديمير هورويتز. وغالبًا ما يعطي العازف الزائر صفا رئيسًا في اليوم الذي يسبق أو يوم أدائه في مدينة معينة. إن إعطاء فصل رئيس قبل حفلة موسيقية يوفر كلًا من التحفيز الفني للعازف ووسيلة للحصول على جمهور أكبر.
عادة يعتبر العازفون الكلاسيكيون الشغوفين ومعلموهم أن صفوف الاحترافية هي من أكثر الوسائل فعالية في تطوير الموسيقى، إلى جانب المسابقات والامتحانات والممارسة.
كما سينظم بعض الملحنين بالمسرح الموسيقي دروسًا احترافية لطلاب الجامعات الذين يدرسون الأداء.
يمكن الإشارة إلى بعض الفئات المتخصصة بـ «الفئات المحترفة المصغرة». ويمكن أن تشمل هذه دروسًا قصيرة وأسرع في موضوع جديد. فالطلاب ذوي الخبرة عادة في تخصص واحد، يمكن أن يحضروا هذه الصفوف ليتعلموا أساسيات فرع جديد ذا علاقة.

## التاريخ
في سنة 1884، ألقى وليم طومسون -أول بارون كلفن- عشرين محاضرة عن الديناميكيات الجزيئية ونظرية لموجات الضوء. في كتابهما الصادر عام 1987 بعنوان محاضرات كيلفن بالتيمور في الفيزياء النظرية الحديثة: ويكتب كل من روبرت كارغون وبيتر آينشتاين أن الجلسات التي عقدت في قاعة محاضرات صغيرة، كانت تعقد في شكل «صفوف رئيسة». وكانت بنبرة تحاورية وغير رسمية، لم يستخدم كلفن تقريبا أي ملاحظات... وعادة ما كان كالفن يلقي محاضراته من إحدى هذه النقاط، ثم يشرك الحضور في مناقشة التفاصيل، ثم ينتقل إلى نقطة أخرى من نقاط الجزء الثاني من المحاضرة. وهم يوضحون ذلك.
وأضاف كان من المتوقع أن يتمتع الحاضرون بمعارف متطورة في الفيزياء والرياضيات. وكان من بينهم الفيزيائيان البريطانيان لورد رايلي وجورج فوربس، والاستاذان كيكوتشي وفوجيوكا من اليابان؛ ومعلمون أمريكيون في الفيزياء من الكليات الشرقية والغربية، بمن فيهم ألبرت ميكلسون وإدوارد مورلي، وحاضرون من كندا وألمانيا وروسيا، وكذلك طلاب كلية هوبكنز من بينهم رولاند، وتوماس كريج، وفابيان فرانكلين، وهنري كروز، وغوستاف ليبيج، وجوزيف سويتمان أميس، وكريستين لاد فرانكلين.
وقد أعد أ. س هاثاواي سجلا للفصول العشرين، استنسخها باستخدام آلة  خاصة بنسخ  الورق. وهذه الملاحظات هي التي استنسخت في سنة 1987 من أجل المطبوعة التي رعاها مركز جونز هوبكنز لتاريخ وفلسفة العلم. وفي الواقع استمر هاثاواي في التوافق مع كلفن -الذي استكمل الملاحظات- وفي النهاية عممت «المحاضرات» على نطاق واسع في عام 1904.